# Шопский, Фелициян
Фелициян Шопский (пол. Felicjan Szopski; 5 июня 1865, Кшешовице — 28 сентября 1939, Варшава) — польский композитор, музыкальный педагог и критик.
В 1885—1892 гг. учился музыке в Кракове у Владислава Желеньского, в Варшаве у Зыгмунта Носковского, в Берлине у Генриха Урбана и в Лейпциге у Хуго Римана.
В 1893—1907 гг. профессор Краковской консерватории, затем преподавал в Варшавском музыкальном институте. В 1918—1929 гг. возглавлял отдел музыки в министерстве искусства и культуры Польской республики. В 1928 году опубликовал книгу о своём учителе Желеньском.
Автор оперы «Лилия» (пол. Lilie, по Адаму Мицкевичу), поставленной в 1916 г. в Варшаве; вторая опера, «Эрос и Психея», по пьесе Ежи Жулавского, утрачена. Шопскому принадлежат также вокальные, хоровые и фортепианные сочинения, обработки народных песен.
Умер от инфаркта в день капитуляции Варшавы перед немецко-фашистскими войсками.